# Крутовских, Сергей Аркадьевич
Сергей Аркадьевич Крутовских (1928, Ульяновск — 18 октября 1981) — советский кибернетик и организатор производства, первый генеральный конструктор ЕС ЭВМ (1968—1971).

## Биография
В 1951 году окончил Куйбышевский индустриальный институт по специальности электрооборудование промышленных предприятий и был направлен на работу в Москву в СКБ-245 министерства машиностроения и приборостроения. В период с 1951 по 1955 год работал инженером, старшим инженером, начальником лаборатории СКБ-245, принимал участие в создании электромеханических дифференциальных анализаторов «Интеграл-1» и «Интеграл-3М».
В 1960 году назначен директором и научным руководителем Научно-исследовательского института электронных математических машин (НИИЭМ).
В конце 1968 году назначен директором вновь созданного Научно-исследовательского центра электронной вычислительной техники (НИЦЭВТ) и Генеральным конструктором ЕС ЭВМ. В апреле 1970 года тяжело заболел и уступил пост Генерального конструктора А. М. Ларионову. После этого работал начальником лаборатории НИЦЕВТ, а с 1975 года — начальником отдела НИИ «Восход».
В 1973 году защитил докторскую диссертацию.
Скоропостижно умер 18 октября 1981 года.
Награждён орденами Октябрьской Революции (1970), Трудового Красного Знамени (1966), медалью «За доблестный труд. В ознаменование 100-летия со дня рождения В. И. Ленина» (1970).